# 狼跳岩䲁
狼跳岩䲁（學名：Petroscirtes lupus），為輻鰭魚綱鳚形目䲁科跳岩䲁屬的一種，分布於西太平洋澳洲昆士蘭、新南威爾斯、豪勳爵島及新喀里多尼亞海域，本魚體延長，具一對銳利犬齒，體色隨棲息地不同而變化，為灰色、棕色或綠色，上面有6個大的不均勻的深色斑點，有許多白點和破折號，腹部有黑點，背鰭硬棘11枚、背鰭軟條19-20枚、臀鰭硬棘2枚、臀鰭軟條18-20枚，體長可達13公分，棲息在水淺的海草床或躲在軟體動物空殼，雌魚產附著性卵，雄魚有護卵行為，幼魚為浮游性，生活習性不明。